# Bóly
Bóly (niem. Bohl) – miasto na Węgrzech, w Komitacie Baranya, w powiecie Mohacz.